# Деций Марий Венанций Василий
Де́ций Ма́рий Вена́нций Васи́лий (лат. Decius Marius Venantius Basilius, годы деятельности 484) — римский политический деятель во время правления Одоакра.

## Биография
Сын Цецины Деция Василия, консула 463 года и брат Цецины Маворция Василия Деция, консула 486 года. Принадлежал к роду Цецин. Его сын Василий Венанций Юниор был консулом 508 года.
Деций Марий Венанций был консулом и городским префектом Рима в 484 году, его коллегой был Теодорих Великий. Он финансировал восстановление Колизея, поврежденного землетрясением.